# Charles Kurtsinger
Charles Kurtsinger, född 16 november 1906, död 24 september 1946, var en amerikansk Hall of Fame-jockey som lyckades ta titeln Triple Crown 1937.

## Karriär
Kurtsinger föddes i Shepherdsville, Kentucky och lärde sig rida av sin far och av veteranryttaren Mack Garner. Under hans karriär tog han sina största segrar i 1931 års upplaga av Kentucky Derby samt Belmont Stakes tillsammans med Twenty Grand. Han segrade även i Preakness Stakes 1933 med Head Play. Han är dock mest känd som jockey till Triple Crown-mästaren War Admiral. 1931 och 1937 blev Kurtsinger amerikansk jockeychampion efter pengar. Under sin karriär vann han 12,8% av sina uppsittningar.
Kurtsinger red War Admiral i det berömda matchracet 1938 mot Seabiscuit. Laura Hillenbrands bästsäljande bok Seabiscuit: An American Legend återger historien. I filmversionen spelades Kurtsinger av den pensionerade Hall of Fame-jockeyn Chris McCarron.

### Pensionering och död
Kurtsinger pensionerade sig som jockey 1939 på grund av en skada som inte läkt ordentligt. Han övergick till att träna hästar, men dog av komplikationer från lunginflammation 1946. Han blev 39 år gammal.
1967 valdes han postumt in i National Museum of Racing and Hall of Fame.